# オラシオ島
オラシオ島（オラシオとう、スペイン語: Islote Horacio）はアフリカ・赤道ギニアのビオコ島北岸に位置する無人島で、島唯一の建造物として無人の灯台が設置されている。行政区画は北ビオコ県に属する。北緯3度45分東経8度54分に位置する。